# André Poplimont
André Georges Poplimont (18. duben 1893, Antverpy – ?) byl belgický reprezentační hokejový útočník a šermíř
V roce 1924 byl členem belgického hokejového týmu, který skončil osmý na Zimních olympijských hrách. Na Letních olympijských hrách 1932 startoval v šermířských soutěžích: v kordu jednotlivců nepostoupil z kvalifikace, v týmové soutěži kordistů se s belgickými sportovci umístil na čtvrtém místě.